# 몽환전설
〈몽환 전설〉은 타치카와 메구미의 일본의 순정만화작품이다. 괴도 세인트 테일과 더불어 작가의 대표작의 하나. 부제에 Dream Saga라는 영제가 붙어있다.
원제는 몽환전설 타카마가하라 (夢幻伝説 タカマガハラ)이나 국내의 서울문화사에서는 타카마가하라를 빼고 몽환전설을 큰 제목으로 환상속의 로맨틱 전설이라는 부제를 추가했다. 영문 부제만이 일치한다.
독일이나 미국 등에서는 영문부제인 Dream Saga를 타이틀로 쓰고 있다.

## 개요
〈나카요시〉(고단샤)에서, 1997년 2 월호에서 1999년 6월호까지 연재되었다. 전 5권으로 단행본 간행.
또, 2004년 3월부터, 작자 본인에 의한, 단행본 미수록의 번외편의 동인지가 만들어져 작자 직영 동인지 판매사이트 MEGUMI-YA에서 반포되고 있다. 작품 내용은 일본 신화전설을 모티프로 한 이세계 판타지이다.

## 등장인물
작품에서는 꿈을 꾸면서 2개의 세계를 왕래하기 때문에, 캐릭터가 이중으로 존재한다. 덧붙여 곡옥을 가져야만이 기억을 공유할 수 있다.
서울문화사에서는 전부 국내 식으로 로컬라이징하였기 때문에 일본판/한국판 두 개의 이름이 존재한다.

### 나카츠쿠니 (지상계)
와카사 유우키 (若狭 結姫) / 진 초롱
본 작의 주인공. 1월 7일생의 혈액형은 B형. 카미시로 초등학교 5학년 1반에 다니는 평범한 소녀이나, 어느 날 우연히 하늘에서 내려온 붉은 곡옥을 주워 신비한 모험하게 된다. 4명의 자제의 장녀로 동생들에게 예의범절을 가르치며 돌보기가 좋고 강하고 야무진 성격이나, 같은 반의 카이 타카오미를 몰래 짝사랑하는 소녀 다운 일면도 있다.
카이 타카오미 (甲斐 隆臣) / 강 한빛
유우키의 클래스메이트로, 유우키가 좋아하는 인물. 온화하고 상냥한 성격의 웃는 얼굴이 귀여운 소년. 타카마가하라의 타카오미와 영혼을 같이 하지만 곡옥을 가지지 않았기 때문에 기억의 공유는 없다.
이나바 소타 (因幡 颯太) / 나 수재
유우키의 클래스메이트. 최 상위권 성적을 자랑하는 수재 소년이나, 다만 그만큼, 붙임성이 없고 협조성이 없다. 머리가 좋은 걸 자랑하는 거만한 성격으로 반의 문제아 중의 한명. 타카마가하라의 소타와 기억을 공유한다.
이즈미 나치 (和泉 那智) / 황보 랑
유우키의 클래스메이트.대기업〈이즈미 코퍼레이션〉의 사장의 아들. 입이 거칠고 제멋대로이며 여자를 싫어한다. 부잣집 도련님이라 그런지 이른바〈부자들의 도락(테니스, 승마, 댄스 등)〉가 특기. 남자이지만 타카오미를 좋아하고 있어 유우키의 라이벌. 타카마가하라의 나치와 기억을 공유한다.
휴우가 타이조 (日向 泰造) / 채성
카미시로 초등학교 5학년 5반의 이른바 학교 짱. 힘쓰는데 자신있고 중학생들과 싸워 이길 정도로 막나가는 성격이지만, 의외로 한 사람만 계속 바라보는 순정인 면도 있다. 타카마가하라의 타이조와 기억을 공유한다.
사가미 케이마 (相模 圭麻) / 케이
타이조의 클래스메이트. 조용한 성격이지만, 엉뚱하고 독특한 사고를 가진다. 환경문제에 큰 관심을 가지며 주운 쓰레기로 공작하는 것이 취미. 타카마가하라의 케이마와 기억을 공유한다.
나가토 선생님 (長門先生)
유우키 반의 담임교사. 본명은 나가토 카야 (長門 伽耶). 타카마가하라의 카야와 기억을 공유한다.

### 타카마가하라 (천상계)
타카오미（隆臣)
타카마가하라에 있는 도적단의 두목. 유우키가 타카마가하라에서 처음으로 만난 사람이다. 조폭 그 자체에 잔학무도한 성격으로 유우키는 처음 그에게 반감 밖에 가지고 있었지만, 조폭 뒤의 숨겨진 슬픔이나 그 나름의 상냥함도 엿볼 수 있다. 후에 유우키에게 호의를 두게 되고 여행동료 중 자신만 곡옥을 가지지 않아 지상계의 기억을 공유할 수 없는 것에 괴로어 한다. 좋아하는 일은 자기, 먹기, 강요하기.
소타 (颯太)
후토타마노미코토(布刀玉命)의 힘을 숨기고 곡옥을 계승해 이나바 소타와 기억을 공유하는 아마츠카미(하늘의 신)의 한 명. '샤리야스'의 라는 주문으로 그 곳에 모든 삼라만상을 읽어내는 능력을 가진다. 그래서 유우키와 만나기 전에는 사막에 있는 거리의 신관으로 물거울을 사용하는 점쟁이였다. 투시하는 능력이 있기 때문인지 유령을 무서워한다.
나치 (那智)
아메노우즈메노미코토(天宇受売命)의 힘을 숨기고 곡옥을 계승해 이즈미 나치와 기억을 공유하는 아마츠카미의 한 명. '후아'라는 주문으로 춤과 음악으로 주위를 정화하는 능력을 가진다. 타카마가하라의 수도, 〈류샤〉에 있는 미와오궁의 궁녀로 도시 제일의 무녀가 되는 것이 꿈인 여성이다.
타이조 (泰造)
아마노타기카라오노미코토(天手力男命)의 힘을 숨기고 곡옥을 계승해 휴우가 타이조와 기억을 공유하는 아마츠카미의 한 명. 타카마가하라의 여행일행에서 가장 연장자이다. '아그마'라는 주문으로 양손에서 중력파를 만들어 물체를 파괴하는 괴력의 능력을 가진다. 후에 〈사겸신〉나키메를 사랑하게 된다.
케이마 (圭麻)
이시코리도메노미코토(伊斯許理度売命)의 힘을 숨기고 곡옥을 계승하고, 사가미 케이마와 기억을 공유하는 아마츠카미의 한 명. '리우나'라는 주문으로 만든 물건에 원료의 성질을 불어 넣는 능력을 가진다. 〈류샤〉의 지하에서 사는 발명가로 쓰레기를 주워 활용하는 것을 취미 겸 생업으로 하고 있다. 때에 따라 좋은 아이템을 내준다. 다소 비뚤어진 성격.
나키메 (鳴女) / 사겸신 (오모히카네노카미)
타카마가하라 세계에서 천조를 보좌하는 여성. 이 세계의 신명은 이른바 직함과 같은 것. 본명은 아니다. 봉인 된 곡옥을 풀어 〈지평선의 소녀〉와 〈천신〉을 찾아 낸 장본인. 천조와 함께 천주궁이라고 하는 하늘에 떠있는 궁에 있어 유우키의 앞에 실체를 나타낼 수 없다. 그래서 유우키가 받은 거울로 통해 환영을 보인다. 조용하고 쓸쓸한 느낌을 주는 사람이다.
빙가 (ビンガ)
가릉빈가(迦陵頻伽)로 불리는 성스러운 새. 유우키와 여행을 같이 한다. 아마츠카미와 곡옥의 힘에 의해 대화도 할 수 있다. 평상시는 작은 새의 모습이지만, 유우키의 곡옥의 힘을 받으면 커다란 새의 모습으로 변할 수 있다. 여성스런 말투로 성별은 암컷으로 추정된다.
카야 (伽耶)
미와오궁의 공주. 궁의 주인 츠쿠요미의 딸이며 천조의 조카에 해당한다. 타카오미와는 소꿉친구. 꽤 응석받이의 아이같은 성격.

## 관련서적

### 단행본
고단샤 〈KC나카요시〉출간.
- 제1권 1997년 10월 발행 ISBN 4-06-178873-6제1화 - 제5화
- 제2권 1998년 2월 발행 ISBN 4-06-178881-7제6화 - 제10화
- 제3권 1998년 8월 발행 ISBN 4-06-178895-7제11화 - 제15화
- 제4권 1999년 6월 발행 ISBN 4-06-178903-1제16화 - 제21화
- 제5권 1999년 9월 발행 ISBN 4-06-178921-X제22화 - 최종이야기( 제27화)

### 동인지
타치카와 메구미 동인지 판매 사이트 〈MEGUMI-YA〉발행. 고단샤 〈나카요시〉편집부 허가제. 단행본 미수록.
- Girl's Ceremony 2004년 3월 10일 발행

#### 중학생 편
이후의 동인지는 원작 최종이야기의 후의 후일담이야기. 본편에서는 초등학생이었던 주인공들이 중학생이 된 후의 이야기를 그리고 있다.
- 유메노키오크 ユメノキオク (꿈의 기억) 2005년 2월 6일 발행
- 코이우타 コイウタ (사랑의 노래) 전 2권 2006년 7월 23일, 전후편동시 발행.
- Wish Snow ~願い雪~ (소망의 눈) 2008년 7월 22일 발행

## 같이 보기
- 괴도 세인트 테일